# Campionato di calcio della Repubblica Socialista Sovietica d'Estonia 1976
Il Campionato di calcio della Repubblica Socialista Sovietica d'Estonia 1976 era la massima divisione del campionato estone ed era un campionato regionale sovietico. La vittoria finale andò al Dvigatel Tallinn che vinse il secondo titolo della sua storia.

## Formula
Era formato da dodici squadre: ogni formazione si incontrava le altre in gironi di andata e ritorno, per un totale di 22 incontri. Erano previsti due punti per la vittoria e uno per il pareggio.

## Classifica finale
|    | Classifica finale   | G  | V  | N  | P  | GF | GS | Dif | Pt |
| -- | ------------------- | -- | -- | -- | -- | -- | -- | --- | -- |
| 1  | Dvigatel Tallinn    | 22 | 14 | 6  | 2  | 44 | 13 | +31 | 34 |
| 2  | Norma Tallinn       | 22 | 15 | 3  | 4  | 49 | 24 | +25 | 33 |
| 3  | Baltika Narva       | 22 | 12 | 7  | 3  | 40 | 15 | +25 | 31 |
| 4  | RT Tartu            | 22 | 8  | 10 | 4  | 30 | 20 | +10 | 26 |
| 5  | Kalev Pärnu         | 22 | 10 | 5  | 7  | 33 | 29 | +4  | 25 |
| 6  | Dünamo Kopli        | 22 | 8  | 9  | 5  | 31 | 23 | +8  | 25 |
| 7  | SK Aseri            | 22 | 7  | 6  | 9  | 30 | 42 | -12 | 20 |
| 8  | Tempo Tallinn       | 22 | 7  | 5  | 10 | 40 | 40 | +0  | 19 |
| 9  | Keemik Kohtla-Järve | 22 | 4  | 11 | 7  | 15 | 17 | -2  | 19 |
| 10 | Kalev Sillamäe      | 22 | 5  | 6  | 11 | 22 | 31 | -9  | 16 |
| 11 | Tekstiil Tallinn    | 22 | 4  | 4  | 14 | 19 | 44 | -25 | 12 |
| 12 | RBT Kohtla-Järve    | 22 | 0  | 4  | 18 | 21 | 76 | -45 | 4  |

G = Partite giocate; V = Vittorie; N = Nulle/Pareggi; P = Perse; GF = Goal fatti; GS = Goal subiti; Dif = differenza reti; 